# 생활숙박시설
생활숙박시설은 건축법 2조 12항 2호에 정의된 숙박 시설의 한 종류로 건축법 시행령 [별표1] 용도별 건축물의 종류 (제3조의 5 관련)에 정의되어 있다. 구어로 '생활형 숙박시설'이라고 하나 틀린 표현이다.

## 같이 보기
- 호텔
- 오피스텔